# Ивана Шугар
Ивана Шугар (англ. Ivana Sugar), настоящее имя Светлана Сергеевна Серёгина (род. 26 февраля 1992 года, Киев) — украинская порноактриса.

## Карьера
Начала карьеру в индустрии для взрослых в 2010 году в возрасте 18 лет. В первые несколько лет своей карьеры сменила большое количество псевдонимов. В основном снималась в «жёстких» сценах секса (анальный секс, двойное проникновение), но также снималась в более «мягких» сценах (традиционный, межрасовый и лесбийский секс, мастурбация).
Снималась для таких известных студий и сайтов, как 21Sextury, Digital Sin, Evil Angel, Girlfriends Films, Juicy Entertainment, LegalPorno, New Sensations, Private, Pure Play Media, Reality Kings, Sindrive, Sunset Media и многих других.
Лауреантка двух премий Galaxy Awards в категориях «Лучшая новая европейская исполнительница» (2012) и «Лучшая европейская исполнительница» (2013). В 2012—2014 годах три раза была номинирована на премию AVN Awards в категории «Лучшая иностранная исполнительница года», став первой украинкой, номинированной в данной категории.
По данным на 2023 год снялась в более чем 450 порнофильмах, сценах и компиляциях.

## Награды и номинации
| Год  | Награда          | Результат | Категория                                                                                        | Фильм           |
| ---- | ---------------- | --------- | ------------------------------------------------------------------------------------------------ | --------------- |
| 2012 | AVN Award        | Номинация | Лучшая сцена секса в фильме иностранного производства (вместе с Амели, Тимо Харди и Эллен Лотус) | In Like Timo    |
| 2012 | Galaxy Award     | Победа    | Лучшая новая европейская исполнительница                                                         | н/д             |
| 2012 | SHAFTA Award     | Номинация | Лучшая сцена секса (вместе с Дэнни Ди и Натали Голд)                                             | Cold War Whores |
| 2013 | AVN Award        | Номинация | Иностранная исполнительница года                                                                 | н/д             |
| 2013 | Galaxy Award     | Победа    | Лучшая европейская исполнительница                                                               | н/д             |
| 2014 | AVN Award        | Номинация | Иностранная исполнительница года                                                                 | н/д             |
| 2014 | Spank Bank Award | Номинация | International Fuck Bunny                                                                         | н/д             |
| 2015 | AVN Award        | Номинация | Иностранная исполнительница года                                                                 | н/д             |

## Избранная фильмография
- 2011 — 2 At A Time
- 2011 — Hold Me Close
- 2012 — My First Gangbang 2
- 2012 — Strap Attack 16
- 2012 — Teenage Rampage 3
- 2014 — European Invasion[14]
- 2016 — Analytical Affairs 2
- 2016 — Drill Instructors
- 2016 — Foursomes or Moresomes 8[15]
- 2016 — My First Threesome
- 2016 — The Lady’s Maids
- 2016 — Total Anal 2
- 2017 — European Housewives
- 2017 — Love Lesson
- 2017 — Married But Horny
- 2017 — Nursing School Diaries[16]